# Turbine Milano
Il Turbine Milano è stata una squadra di hockey su ghiaccio di Milano. 

## Storia
Dopo lo scioglimento dei Diavoli Milano, il Turbine, iscritto in serie B, divenne la prima squadra di Milano. Vinse la serie B nella stagione 1976-77, raggiungendo in testa alla classifica l'Asiago Hockey, (appena retrocesso d'ufficio per mancanza di copertura dello stadio), dopo averlo battuto 3-2 proprio all'ultima giornata del campionato e grazie anche a un 5-0 inflitto a tavolino ai veneti nella gara d'andata. Per decretare il vincitore del torneo venne programmato uno spareggio da giocarsi a Bolzano, ma pochi giorni dopo la chiusura del campionato, la Federazione, intenzionata ad incrementare il numero di squadre nella massima serie, decise di assegnare il titolo di serie B ex aequo e di promuovere entrambe le squadre in serie A.
Tuttavia la squadra scomparve proprio nel 1977 quando cedette i diritti sportivi ai Diavoli Milano che così tornarono ad iscriversi nella massima serie nel 1977-78.
Nella prima metà degli anni novanta ricomparve brevemente in serie B2, dal 1994 al 1996.